# Thailand Open (ATP)
Thailand Open byl profesionální tenisový turnaj mužů hraný v Impact Areně na krytých dvorcích s tvrdým povrchem. V rámci ATP Tour patřil mezi sezónami 2009–2013 do kategorie ATP World Tour 250. Konal se každoročně od roku 2003 v thajském hlavním městě Bangkoku, a to na přelomu září a října.
Do soutěže dvouhry nastupovalo třicet dva tenistů a ve čtyřhře startovalo šestnáct párů. Rozpočet turnaje k roku 2013 činil 608 500 dolarů. Hlavním partnerem turnaje se v letech 2009–2011 stala thajská petrolejářská společnost PTT Public Company.
Více než jeden singlový triumf získal Švýcar Roger Federer, když zvítězil v letech 2004 a 2005. Izraelská dvojice Andy Ram a Jonatan Erlich jako jediná vyhrála čtyřhru dvakrát, v letech 2033 a 2006. Prvními thajskými šampióny se v roce 2007 stali Sonchat Ratiwatana a Sanchai Ratiwatana, kteří ve finále zdolali deblové wimbledonské vítěze Michaëla Llodru a Nicolase Mahuta
V období 2005–2007 probíhal v Bangkoku také ženský turnaj WTA Tour kategorie Tier III PTT Bangkok Open.
V listopadu 2013 řídící organizace ATP oznámila, že práva na thajský turnaj získal čínský Shenzhen Open se sídlem v Šen-čenu, kam se událost přemístila.

## Přehled vývoje názvu
| sezóny    | název             |
| --------- | ----------------- |
| 2003–2008 | Thailand Open     |
| 2009–2011 | PTT Thailand Open |
| 2012–2013 | Thailand Open     |

## Přehled finále

### Dvouhra
| Rok  | Vítěz                  | Finalista           | Výsledek      |
| 2013 | Milos Raonic           | Tomáš Berdych       | 7–6(7–4), 6–3 |
| 2012 | Richard Gasquet        | Gilles Simon        | 6–2, 6–1      |
| 2011 | Andy Murray            | Donald Young        | 6–2, 6–0      |
| 2010 | Guillermo García-López | Jarkko Nieminen     | 6–4, 3–6, 6–4 |
| 2009 | Gilles Simon           | Viktor Troicki      | 7–5, 6–3      |
| 2008 | Jo-Wilfried Tsonga     | Novak Djoković      | 7–6(7–4), 6–4 |
| 2007 | Dmitrij Tursunov       | Benjamin Becker     | 6–2, 6–1      |
| 2006 | James Blake            | Ivan Ljubičić       | 6–3, 6–1      |
| 2005 | Roger Federer          | Andy Murray         | 6–3, 7–5      |
| 2004 | Roger Federer          | Andy Roddick        | 6–4, 6–0      |
| 2003 | Taylor Dent            | Juan Carlos Ferrero | 6–3, 7–6(7–5) |

### Čtyřhra
| Rok  | Vítězové                            | Finalisté                            | Výsledek           |
| 2013 | Jamie Murray John Peers             | Tomasz Bednarek Johan Brunström      | 6–3, 3–6, [10–6]   |
| 2012 | Lu Jan-sun Danai Udomčoke           | Eric Butorac Paul Hanley             | 6–3, 6–4           |
| 2011 | Oliver Marach Ajsám Kúreší          | Michael Kohlmann Alexander Waske     | 7–6(7–4), 7–6(7–5) |
| 2010 | Viktor Troicki Christopher Kas      | Jonatan Erlich Jürgen Melzer         | 6–4, 6–4           |
| 2009 | Eric Butorac Rajeev Ram             | Guillermo García-López Mischa Zverev | 7–6(7–4), 6–3      |
| 2008 | Lukáš Dlouhý Leander Paes           | Scott Lipsky David Martin            | 6–4, 7–6(7–4)      |
| 2007 | Sančai Ratiwatana Sončat Ratiwatana | Michaël Llodra Nicolas Mahut         | 3–6, 7–5, 10–7     |
| 2006 | Jonatan Erlich Andy Ram             | Andy Murray Jamie Murray             | 6–2, 2–6, 10–4     |
| 2005 | Paul Hanley Leander Paes            | Jonatan Erlich Andy Ram              | 6–7(5–7), 6–1, 6–2 |
| 2004 | Justin Gimelstob Graydon Oliver     | Yves Allegro Roger Federer           | 5–7, 6–4, 6–4      |
| 2003 | Jonatan Erlich Andy Ram             | Andrew Kratzmann Jarkko Nieminen     | 6–3, 7–6(7–4)      |